# Gerhard Erker
Gerhard Erker (* 16. Oktober 1946 in Oberhausen) ist ein deutscher Chemiker und Hochschullehrer. Er lehrt an der Westfälischen Wilhelms-Universität Münster.

## Leben
Erker promovierte 1973 an der Ruhr-Universität Bochum bei Wolfgang R. Roth. Von 1974 bis 1975 war er Post-Doktorand an der Princeton University und wurde 1981 in Bochum habilitiert.
1985 erhielt er einen Ruf an die Julius-Maximilians-Universität Würzburg als Nachfolger von Günter Helmchen, seit 1990 hält er an der Universität Münster einen Lehrstuhl für Organische Chemie. Seine Forschungsschwerpunkte sind unter anderem die „frustrierten Lewis-Paare“. Hierbei handelt es sich um Säure-Basen-Paare nach dem Konzept von Gilbert Newton Lewis, die reaktionsbereit nebeneinander in Lösung existieren, ohne sich zu neutralisieren, wobei sich der Begriff „frustriert“ auf die bestehende Reaktionsbereitschaft ohne tatsächliche Reaktion bezieht.
Gerhard Erker ist ordentliches Mitglied der Nordrhein-Westfälischen Akademie der Wissenschaften und der Künste (seit 2003), Mitglied der Deutschen Akademie der Naturforscher Leopoldina (seit 2011) und Mitglied der Deutschen Akademie der Technikwissenschaften (Acatech). 2003 wurde er als ordentliches Mitglied in die Academia Europaea aufgenommen.
Neben Hans J. Schäfer und Dieter Hoppe ist er Herausgeber des Buches F. A. Carey, R. J. Sundberg: Organische Chemie - Ein weiterführendes Lehrbuch. Übersetzung der dritten englischsprachigen  Auflage. Wiley-VCH, Weinheim 1995, ISBN 3-527-29217-9, S. 1635.

## Preise und Auszeichnungen
- 1985 Chemie-Preis der Akademie der Wissenschaften zu Göttingen
- 1986 Alfried-Krupp-Förderpreis für junge Hochschullehrer
- 1993 Max-Planck-Forschungspreis
- 1995 Otto-Bayer-Preis
- 2009 Adolf-von-Baeyer-Denkmünze
- 2011 Werner-Heisenberg-Medaille der Alexander-von-Humboldt-Stiftung
- 2011 Eugen-und-Ilse-Seibold-Preis
- 2011 Advanced Grant des European Research Council[4]
- 2014 Bundesverdienstkreuz am Bande[5]